# Данилівка (Криворізький район)
Данилівка (з 1934 по 2016 рр. — Кіровка) — село у Криворізькому районі Дніпропетровської області. Центр Данилівська сільської ради. Населення — 622 мешканці.

## Географія
Село Данилівка розташоване у південно-західній частині Дніпропетровської області у степовій зоні. Поруч проходить залізниця, станція Мусіївка за 3 км. Сусідні населені пункти: село Зелений Луг і селище Мусіївка. На відстані 1,5 кілометра на північ — берег Карачунівського водосховища.

## Історія
Сучасна Данилівка під назвою Кіровка утворилась 1934 року, коли сюди переселили жителів зниклого села Данилівка (звідси нова-стара назва, прийнята 2016 року). Стара Данилівка розташовувалась на правому березі річки Боковеньки і у зв'язку з будівництвом Карачунівського водосховища була затоплена.
В часи радянської влади у Кіровці розташовувалась центральна садиба радгоспу «Комуніст».

## Населення

### Мова
Розподіл населення за рідною мовою за даними перепису 2001 року:
| Мова            | Відсоток |
| --------------- | -------- |
| українська      | 88,9 %   |
| російська       | 10,9 %   |
| інші/не вказали | 0,2 %    |

## Господарство, побут та соціальна сфера
Село газифіковане та забезпечене централізованим водопостачанням і водовідведенням. Є відділення зв'язку та відділення Ощадбанку.
У Данилівці працює загальноосвітня школа, дошкільний навчальний заклад, ФАП, бібліотека, будинок культури.